# ویکتوریا اسپیوی
ویکتوریا اسپیوی (انگلیسی: Victoria Spivey؛ ۱۵ اکتبر ۱۹۰۶ – ۳ اکتبر ۱۹۷۶) یک موسیقی‌دان اهل ایالات متحده آمریکا بود.